# Derierre Bois
Derierre Bois (dt.: „Hinteres Holz“) ist eine Siedlung von Augier im Quarter (Distrikt) Vieux Fort im Süden des Inselstaates St. Lucia in der Karibik. 2015 hatte der Ort 173 Einwohner.

## Geographie
Der Ort liegt an der Westgrenze des Quarters, relativ weit im Inselinnern an der Grande Rivière de l’Anse Noire. Die Siedlung bildet den Nordteil von Augier. Im Umkreis liegen außerdem die Siedlungen Catin und Obrier. Eine wichtige Verbindungsstraße ist der so genannte St Jude’S Highway.
Im Ort befinden sich die Kirche Augier Evangelical Church.

## Klima
Nach dem Köppen-Geiger-System zeichnet sich Derierre Bois durch ein tropisches Klima mit der Kurzbezeichnung Af aus.